# Struga (hydrologia)

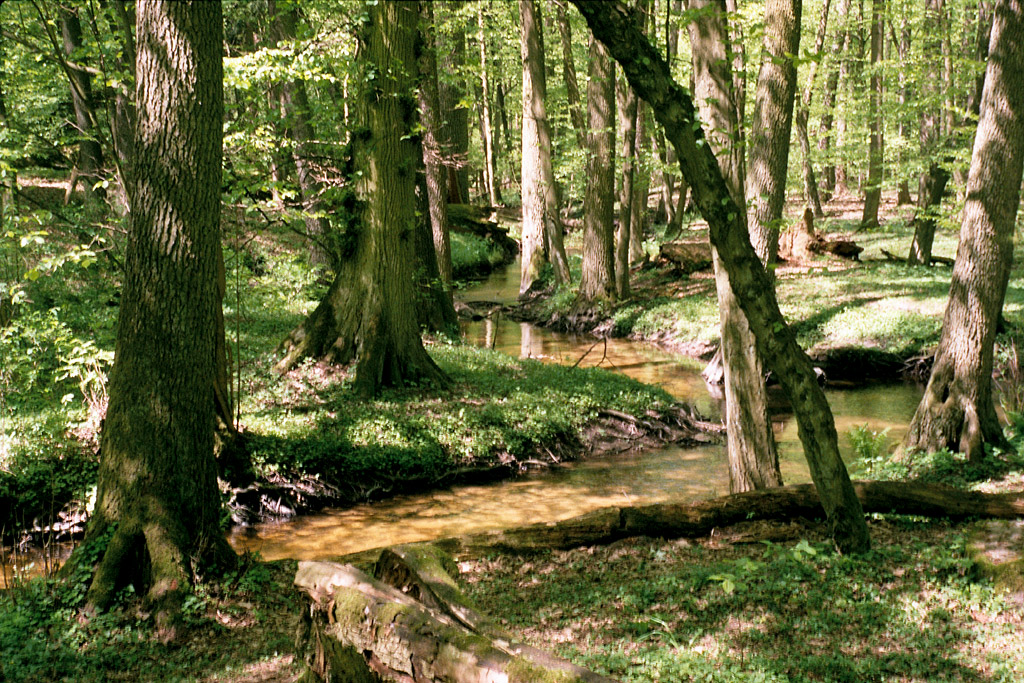
Struga Łysomicka w rezerwacie przyrody Las Piwnicki w pobliżu Torunia

Struga – niewielki ciek uchodzący do rzeki, płynący wolno w terenie o małych deniwelacjach. 
Struga w odróżnieniu od potoku płynie na terenie nizinnym. Charakteryzuje się spadkami do 2‰, a na obszarach o bardziej zróżnicowanej rzeźbie czasami więcej – do 5‰. Zlewnie strug, podobnie jak zlewnie potoków, nie przekraczają 100 km². Struga może wypływać zarówno ze źródła, jak i ze zbiornika wodnego, np. z jeziora. Nazwa struga jest nazwą oficjalną, występującą także w oficjalnych dokumentach dot. hydrologii (np. Przęsocińska Struga), choć w języku potocznym strugi nazywane są po prostu rzeczkami lub małymi rzekami. Wyraz ten występuje także w nazwach własnych rzek, np. Lejkowska Struga.